# 中村直志
中村 直志（なかむら なおし、1979年1月27日 - ）は、日本の元サッカー選手、サッカー指導者。ポジションはMF。船橋市立船橋高等学校、日本大学卒業。

## 選手経歴

### プロ入り前
小学校3年生のとき、地元船橋市立芝山東小学校のサッカー部に入部する。5年生から船橋市の選抜チーム（船橋FC）に選ばれ、6年生で全国少年サッカー大会に出場した。中学校進学にあたり、ジェフユナイテッド市原ジュニアユースのセレクションに合格。1つ下の世代に酒井友之や村井慎二らがいた。
中学卒業間近にコーチからユース昇格は厳しいと宣告され一時はサッカー自体を諦めかけたが、船橋FC時代の恩師の計らいにより船橋市立船橋高等学校へ進学、サッカー部へ入部した。高校3年時には高校選手権で優勝。決勝戦の相手は中村俊輔率いる桐光学園であった。なお、この試合で対戦した両校イレブンからは中村直志と中村俊輔を含め、中村直志の同級生であった北嶋秀朗・吉川京輔・佐藤陽彦など多数の選手がプロ入りしている。2学年上には森崎嘉之、鈴木和裕、茶野隆行、1学年上には式田高義がいた。
セレクションで合格した日本大学へ進学したが、当初は環境の酷さに戸惑ったという。関東選抜や大学選抜に選ばれ、大学選抜の日韓戦を見た当時グランパスでコーチを務めていた三浦哲郎から練習参加の誘いを受ける。同時に地元の柏レイソルからも誘いを受けていたが、設備や雰囲気、ストイコビッチが在籍していたこと などから名古屋グランパスエイトへの入団を決める。

### 名古屋グランパスエイト
2001年の1stステージ第2節ジェフユナイテッド市原戦で初出場すると、主にサイドハーフで11試合に出場し、2ndステージ第1節ガンバ大阪戦で初得点を挙げた。そのプレーにより「ピクシーの後継者」の1人として名前が挙げられた。
2002年は基本システムがダブルボランチ型の3-5-2に変更されてトップ下、2003年はボランチ、2004年には再びトップ下とポジションを点々とする。2005年には基本システムが4-4-2に戻されて主に右サイドハーフでの起用となったが、この年はウェズレイやマルケスが相次いで退団するなどフォワードの外国選手の入退団が多く、中村がフォワードとして出場することもあった。2006年からはワンボランチ型の3-5-2で右サイドハーフ（ウイングバック）として出場するが、守備陣に怪我に多かった2007年は守備に比重を置く場面も多くプロ入り後初めて無得点でシーズンを終わった。
そんな中、2006年には日本代表候補に選出され、4月21日から23日の強化合宿に参加。8月9日のキリンチャレンジカップのトリニダード・トバゴ戦に向け、追加メンバーとして日本代表に初招集される。続いてのアジア杯イエメン戦でも代表入りを果たす。
2008年にストイコビッチが監督に就任すると、中村にボランチの適性を見出しレギュラーとして固定され、中心選手としてリーグ3位に貢献。2009年も引き続き30試合に出場し、ACLや天皇杯では4年ぶりとなる公式戦での得点を挙げた。その後も怪我により出場試合が激減した2012年を除いて主力として多くの試合に出場したが、2014年11月16日にシーズン限りでの引退を表明した。
中村が10年以上背負い続けた背番号7は、中村本人の希望で田口泰士へと引き継がれた。

## 引退後
2015年2月1日付で株式会社名古屋グランパスエイト・ホームタウン推進部の正社員となり、現役時代の知名度を生かしたプロモーション活動を展開。
その後、名古屋グランパスの事業部門・スカウト部門を経て、2021年度から名古屋グランパスのスクールコーチに就任した。

## 選手としての特徴
高い適応力と戦術理解力を持ち、中盤の幅広いポジションをこなすユーティリティープレイヤー。2001年のプロ入り時は攻撃的なポジションが本職で、初年度はドリブルやミドルシュートを武器に主にサイドハーフとして出場。2003年にボランチを経験すると課題の守備にも自信を深め、その後様々なポジションを経験するが、2008年以降はボランチを定位置として活躍。高いパス成功率（2008年5月実績で80%台）と献身的な守備 を武器にチームの攻守を繋ぐ重要な役割を果たした。

## エピソード
- 好きな言葉は「謙虚」。
- 元チームメイトのマルケスを尊敬していると、様々なインタビューなどで公言している。

## 所属クラブ
ユース経歴
- ジェフユナイテッド市原ジュニアユース
- 船橋市立船橋高等学校
- 日本大学

プロ経歴
- 2001年 - 2014年 名古屋グランパスエイト/名古屋グランパス

## 個人成績
| 国内大会個人成績 | 国内大会個人成績 | 国内大会個人成績 | 国内大会個人成績 | 国内大会個人成績 | 国内大会個人成績 | 国内大会個人成績 | 国内大会個人成績 | 国内大会個人成績 | 国内大会個人成績 | 国内大会個人成績 | 国内大会個人成績 |
| 年度             | クラブ           | 背番号           | リーグ           | リーグ戦         | リーグ戦         | リーグ杯         | リーグ杯         | オープン杯       | オープン杯       | 期間通算         | 期間通算         |
| 年度             | クラブ           | 背番号           | リーグ           | 出場             | 得点             | 出場             | 得点             | 出場             | 得点             | 出場             | 得点             |
| 日本             | 日本             | 日本             | 日本             | リーグ戦         | リーグ戦         | リーグ杯         | リーグ杯         | 天皇杯           | 天皇杯           | 期間通算         | 期間通算         |
| ---------------- | ---------------- | ---------------- | ---------------- | ---------------- | ---------------- | ---------------- | ---------------- | ---------------- | ---------------- | ---------------- | ---------------- |
| 2001             | 名古屋           | 25               | J1               | 11               | 1                | 4                | 2                | 0                | 0                | 15               | 3                |
| 2002             | 名古屋           | 14               | J1               | 29               | 4                | 5                | 0                | 3                | 0                | 37               | 4                |
| 2003             | 名古屋           | 7                | J1               | 22               | 3                | 5                | 0                | 2                | 0                | 29               | 3                |
| 2004             | 名古屋           | 7                | J1               | 29               | 5                | 8                | 1                | 2                | 1                | 39               | 7                |
| 2005             | 名古屋           | 7                | J1               | 34               | 7                | 6                | 0                | 2                | 1                | 42               | 8                |
| 2006             | 名古屋           | 7                | J1               | 33               | 5                | 4                | 0                | 2                | 0                | 39               | 5                |
| 2007             | 名古屋           | 7                | J1               | 26               | 0                | 4                | 0                | 2                | 0                | 32               | 0                |
| 2008             | 名古屋           | 7                | J1               | 31               | 0                | 6                | 0                | 3                | 0                | 40               | 0                |
| 2009             | 名古屋           | 7                | J1               | 30               | 0                | 1                | 0                | 5                | 1                | 36               | 1                |
| 2010             | 名古屋           | 7                | J1               | 27               | 1                | 4                | 0                | 3                | 1                | 34               | 2                |
| 2011             | 名古屋           | 7                | J1               | 27               | 3                | 2                | 0                | 2                | 0                | 31               | 3                |
| 2012             | 名古屋           | 7                | J1               | 5                | 0                | 0                | 0                | 0                | 0                | 5                | 0                |
| 2013             | 名古屋           | 7                | J1               | 20               | 1                | 3                | 0                | 0                | 0                | 23               | 1                |
| 2014             | 名古屋           | 7                | J1               | 18               | 0                | 2                | 0                | 2                | 0                | 22               | 0                |
| 通算             | 日本             | 日本             | J1               | 342              | 30               | 54               | 3                | 28               | 4                | 424              | 37               |
| 総通算           | 総通算           | 総通算           | 総通算           | 342              | 30               | 54               | 3                | 28               | 4                | 424              | 37               |

その他の公式戦
- 2011　XEROX SUPER CUP 1試合0得点

| 国際大会個人成績 | 国際大会個人成績 | 国際大会個人成績 | 国際大会個人成績 | 国際大会個人成績 |
| 年度             | クラブ           | 背番号           | 出場             | 得点             |
| AFC              | AFC              | AFC              | ACL              | ACL              |
| ---------------- | ---------------- | ---------------- | ---------------- | ---------------- |
| 2009             | 名古屋           | 7                | 9                | 1                |
| 2011             | 名古屋           | 7                | 5                | 0                |
| 2012             | 名古屋           | 7                | 3                | 0                |
| 通算             | AFC              | AFC              | 17               | 1                |

## 代表歴

### 試合数
- 国際Aマッチ 1試合 0得点 (2006年)

| 日本代表 | 国際Aマッチ | 国際Aマッチ |
| 年       | 出場        | 得点        |
| -------- | ----------- | ----------- |
| 2006     | 1           | 0           |
| 通算     | 1           | 0           |

### 出場
| No. | 開催日         | 開催都市 | スタジアム                 | 対戦相手 | 結果 | 監督             | 大会                   |
| --- | -------------- | -------- | -------------------------- | -------- | ---- | ---------------- | ---------------------- |
| 1.  | 2006年08月09日 | 東京都   | 国立霞ヶ丘競技場陸上競技場 | ブラジル | ○2-0 | イビチャ・オシム | キリンチャレンジカップ |